# Radiodifusió

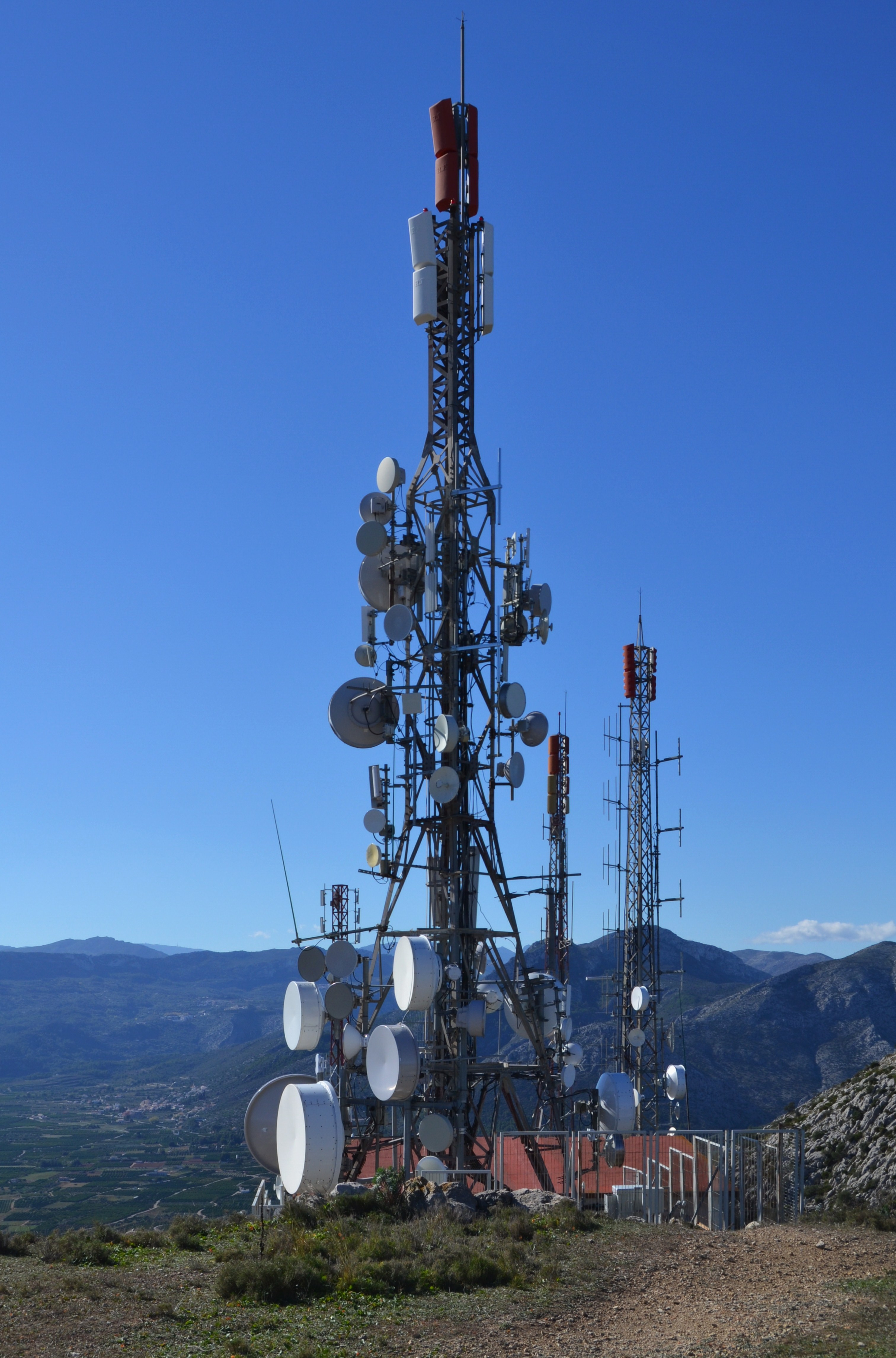
Antenes i repetidors

La radiodifusió (broadcasting en anglès) és la distribució d'àudio i/o senyals de vídeo les quals transmeten programes a una determinada audiència. El terme radiodifusió va ser crear pels primers enginyers del mig oest de l'Àfrica. La radiodifusió cobreix una gran part dels mitjans de comunicació de masses. Quan el rang es redueix a una audiència reduïda es coneix com a "withoutexit".
Hi ha una gran varietat de sistemes de radiodifusió, tots amb diferents característiques i capacitats. Els sistemes de difusió més grans són sistemes institucionals public address, els quals transmeten missatges no verbals i música dintre de les escoles i hospitals, i també sistemes d'emissió de baixa potència, els quals transmeten utilitzant torres de retransmissió, sistemes per satèl·lit i distribució per cable.
Val a dir que els emissors de baixa potència tenen menys cobertura que els satèl·lits, que poden cobrir planetes sencers, o internet que permet comunicacions a escala universal.
La distribució i organització dels diferents continguts a emetre es denomina programació. El programes de TV i ràdio seran després els que utilitzaran els sistemes de transmissió abans esmentats. A més a més, a banda de l'existència de codificadors i descodificadors adequats als habitatges existeixen serveis de subscripció. Econòmicament hi ha camins que permeten transmetre continuadament. Cada un difereix en el mètode mitjançant el qual es financen les estacions:
- Donacions en forma de col·laboració de voluntaris que hi presten el temps i les habilitats.
- Pagaments directes del govern o préstecs de recursos de radiodifusió públics.
- Pagaments indirectes del govern com les llicències de TV i ràdio.
- Beques de fundacions o entitats de negoci.
- Venta de propaganda, publicitat o patrocini.
- Subscripcions públiques o de socis.
- Quotes que es cobren als propietaris de platós de TV o ràdio independentment de si tenen la intenció de rebre el programa o no.

No cal dir que els emissors poden comptar amb una combinació d'aquests models de negoci.

## L'impacte de la radiodifusió
Jack Trohan (2003) digué: "La radiodifusió o emissió no és simplement una tecnologia o un grup de tecnologies, sinó una agrupació de pràctiques sense cap sentit". Per tant, cal destacar les diferents i remarcables maneres en què la difusió d'informació ens ha permès millorar la nostra comunicació en els mitjans.
Abans de res, la radiodifusió ha provocat una compressió del temps i l'espai, i ha permès que la informació i la cultura arribi a un gran públic. Les noves tecnologies de difusió, com els satèl·lits i el cable, han fet que la transmissió d'informació fos més flexible, de tal manera que la velocitat i les distàncies a les quals podíem arribar augmentessin. La velocitat de comunicació, per tant, es fa instantània i fa que l'adquisició d'informació s'hagi fet quotidiana. El resultat és el ritme de vida, que cada cop també és més ràpid. Ara, les comunicacions, i també la informació, no estan limitades en el temps ni la distància, i així es redueix la mida del planeta.
La radiodifusió de ràdio i TV també s'han convertit en una font d'ingressos, per exemple, a través de la venda publicitària, taxes i impostos, a més de cobraments per subscripció en transmissió per cable i/o satèl·lit. Ha fet que la diferència entre el domini públic i el privat disminueixi. Els missatges dels mitjans de comunicació són, en general, públics, oberts i accessibles per a tothom. Per exemple, podem rebre notícies en llocs privats, com casa nostra o l'oficina.
La radiodifusió també ha permès la possibilitat de transmissions en viu i simultànies, possibilitant grans esdeveniments com els Jocs Olímpics, els concerts, i esdeveniments històrics de gran importància. La informació més recent i actualitzada pot ser accessible i viscuda arreu del món.
Finalment, la radiodifusió és la principal causa de la universalitat mediàtica. La sensació del món cada cop està més influenciada pels mitjans de comunicació, més que per les experiències personals. Per exemple, avui dia obtenim informació d'altres ciutats, d'altres persones, cultures i medis, a través de programes documentals i de les produccions cinemàtiques. La creixent disponibilitat de mitjans de comunicació han permès que el coneixement s'expandeixi, ja que hem deixat d'estar limitats per la necessitat d'estar presents en el lloc on succeeixen les coses.

### Reducció de les limitacions espacials i temporals
Amb el desenvolupament de la tecnologia i la difusió els individus han estat capaços de comunicar-se a través de l'espai i el temps. El límit de comunicació que hi ha hagut fins ara era el de cara a cara, el qual s'ha superat gràcies als senyals i a les ones, les quals distribueixen informació a través de les ràdios, televisions i altres dispositius de comunicació.
Tal com diu John T. Bomson al seu llibre "The Media and Modernity"(1995) la separació d'espai i temps s'ha aconseguit amb la invenció de tecnologies de difusió, les distàncies espacials ja no requereixen distàncies temporals. S'ha aconseguit experimentar un esdeveniment sense necessitat d'estar-hi mentre succeïa. Segles enrere l'única font de coneixement eren les històries que es transmetien de pares a fills, de generació en generació. Les històries de revolucions, grans esdeveniments, eren abans explicades per persones que les havien viscut personalment, ara en canvi s'obtenen a través dels mitjans de comunicació, com és la televisió, la ràdio o els llibres. Aquest fet fa que es generi un sentiment d'identitat comuna, o com diu l'autor en el llibre: "es crea un sentiment d'universalitat mediàtica", el qual resideix més enllà de les vivències personals.
Com a efecte d'això, el sentit del temps i les distàncies depèn de la velocitat de la connexió i d'altres estris que ens permeten comunicar-nos més ràpidament que abans. El món sencer es converteix en un lloc més petit del que solia ser, i ara qualsevol pot accedir a diferents esdeveniments independentment de la seva localització.
En fi, aquesta reducció de temps i espai ha portat molts canvis, els quals han afectat les nostres vides. Els negocis creixen més ràpidament, la comunicació, que solia ser íntima i personal, ara és més impersonal i els mitjans que utilitzem per aprendre també han canviat completament.

### Gravació i emissió en viu
Un pot gravar emissions o realitzar-les en viu. El primer permet corregir errors, eliminar material superflu o indesitjable, canviant-ho de lloc, aplicant càmera lenta o repeticions, i altres tècniques que realcen el programa. Tanmateix, alguns esdeveniments en viu, com esports transmesos per televisió, poden incloure alguns aspectes amb clips a càmera lenta de gols, jugades importants, etc.
Un inconvenient de gravar amb antelació és que el públic pot conèixer el resultat d'un esdeveniment per altres fonts, el qual pot ser un "spoiler". De totes maneres, el pre-gravat evita que els locutors en directe es desviïn del guió aprovat oficialment.
Molts esdeveniments són anunciats com si fossin en directe -és a dir, en temps real-, i realment, molts cops estan "gravats en directe" (referit al "viu de cinta"). Això és així particularment per actuacions a la ràdio d'artistes musicals quan la visiten per fer una interpretació en directe dins l'estudi. Molts amants de la música no queden satisfets amb la diferència entre l'espectacle en directe i una emissió gravada en directe.

## Paràmetres tècnics

### Suport físic
Una emissió pot ser distribuïda a través de diferents mitjans físics:
- antena: Utilitzada en les torres d'estacions de serveis. Envia directament la programació de ràdio o TV, i utilitza així la cadena d'aire per a fer la transmissió.
- Satèl·lit: Estació que permet l'augment de la cobertura elevant-la a escala continental gràcies a la disposició en què està. De totes maneres quasi sempre requereixen un suport terrestre.

Val a dir que la distribució a estacions o xarxes també es fa a través de suports físics, tals com:
- Cintes de vídeo analògiques o digitals
- CDs, DVDs.
- etc.

Normalment aquests casos poden donar-se en reportatges de notícies, on els reporters registren la notícia en un suport física i l'envien a l'estació on posteriorment serà emesa. De totes maneres, aquest és un aspecte a part de la radiodifusió.

### Canal
L'últim aspecte de les formes d'emissió és la manera en què el senyal arriba al públic.
- Pot arribar per via aèria com en el cas de les estacions ràdio i TV mitjançant una antena i un receptor.
- Per cable com en el cas de la televisió per cable o ràdio per cable ja sigui directament des de la mateixa estació o a partir de la xarxa.
- Internet és també una manera de difondre TV i ràdio, especialment en els casos de multidifusió, permetent així que el senyal i l'amplada de banda es comparteixi.

El terme "xarxa de difusió" se sol utilitzar per distingir les xarxes que emeten el senyal de TV per aire, que es reben amb antenes, de les xarxes que emeten tan sols via cable o televisió per satèl·lit.

### Sistemes de transmissió

#### Televisió i ràdio
- Ambdós sistemes tenen una cobertura limitada, segons la potència de l'emissor. Quan tenim un sistema de difusió de poca potència el senyal sols arriba a una àrea reduïda. Es diu que el sistema té una cobertura a escala local, on es trobarien les estacions de ràdio i TV locals.
- Per cobertura nacional s'utilitzen repetidors de senyal, de tal manera que aquesta es propaga a més distància, i per tant, arriba a més receptors.
- També existeix la possibilitat de transmetre el senyal mitjançant satèl·lits, d'aquesta manera aconseguim cobertures gairebé continentals.

Les noves tècniques de digitalització han permès realitzar estàndards nous per a la difusió d'àudio (DAB) o televisió (DVB). Aquests estàndards optimitzen l'ús de l'espectre radioelèctric de tal manera que augmenta la qualitat i la capacitat de càrrega.
A més a més, a través d'Internet s'han creat nous mètodes d'emissió:
- Televisió per Internet
- Ràdio per Internet

#### Xarxes informàtiques
En radiodifusió s'emet tot el temps en broadcast, és a dir, d'un punt a una regió. A les xarxes informàtiques existeixen diferents maneres d'emetre la informació:
- Broadcast: La informació arriba a tots els nodes de la xarxa. En una xarxa d'àrea local, és possible la difusió de qualsevol trama de dades a totes les estacions de la xarxa, per fer-ho es posa com a adreça MAC de destí una direcció especial, que en ethernet és: FF.FF.FF.FF.FF.FF.
- Multicast: La informació arriba a múltiples nodes, però no a tots.
- Unicast: La informació només arriba a un node.
- Anycast: La informació s'envia al més proper o al millor.

A diferència dels sistemes esmentats, les xarxes informàtiques i el seu conjunt, Internet, són el medi de difusió que té una cobertura mundial, ja que el medi pel qual viatja la informació no és l'aire, sinó tota una xarxa de xarxes interconnectades. Els serveis als quals permet accedir Internet són:
- WWW
- webcasting
- streaming
- podcasting
- P2P
- etc.

Gràcies a aquests, l'accessibilitat i la quantitat d'informació han crescut considerablement. Un clar exemple d'això són els portals Google i YouTube que permeten l'accés fàcil a la informació.

## Normativa i serveis

### Normativa
La Unió Internacional de Telecomunicacions (ITU), amb seu central a Ginebra (Suïssa), és l'agència de les Nacions Unides per les tecnologies de la informació i comunicació, i a ell pertanyen 191 Estats Membre i més de 700 membres del Sector de les Comunicacions i Associats. Com a organisme coordinador dels governs i el sector privat, el paper de la ITU en la seva ajuda a la comunicació mundial se centra en el desenvolupament de tres sectors clau:
- Radiocomunicació: Aquest sector gestiona l'espectre de freqüències radioelèctriques i de les òrbites dels satèl·lits.
- Normalització: Principal productor de les Recomanacions de normatives, que són normes que defineixen com operen les xarxes de telecomunicacions. El març del 2005 hi havia unes 3100 recomanacions.
- Desenvolupament: La seva missió és aconseguir els objectius del Sector basats en el dret de tots els habitants del planeta a comunicar-se pels mitjans de l'accés a les infraestructures i als serveis d'informació i de comunicació.

### Serveis
Les freqüències portadores associades a cada servei de radiodifusió són assignades, a Espanya, pel Quadre Nacional d'Atribució de Freqüències (CNAF). Els diversos serveis oferts en l'estat són:
- Radiodifusió sonora en ones mitjanes (ona mitjana).
- Radiodifusió sonora en freqüència modulada (FM).
- Radiodifusió sonora digital (RD).
- Televisió analògica (TV).
- Televisió digital (TD).

Dintre d'aquests serveis, aquells que depenen d'organismes nacionals, tenen cobertura en tot l'estat. Per aconseguir-ho, utilitzen torres de repetició, satèl·lits o s'ajuden a través de mitjans físics terrestres.
Els serveis de televisió i ràdio són distribuïts mitjançant radiodifusió, encara que sovint són substituïts pel cable. Cal que els usuaris tinguin equips capaços de rebre, processar i, si cal, descodificar els senyals per a poder aprofitar els serveis oferts, que a la vegada poden estar lligats a una remuneració per part de l'usuari cap a l'organisme que ofereix el servei.